# Clackmannan (cràter)
Clackmannan és un cràter de l'asteroide del cinturó principal (253) Mathilde, situat amb el sistema de coordenades planetocèntriques a 18.9 ° de latitud nord i 260.8 ° de longitud est. Fa un diàmetre de 2.8 km. El nom va ser fet oficial per la UAI l'any 2000 i fa referència a Clackmannan, conca de carbó d'Escòcia.